# Akha

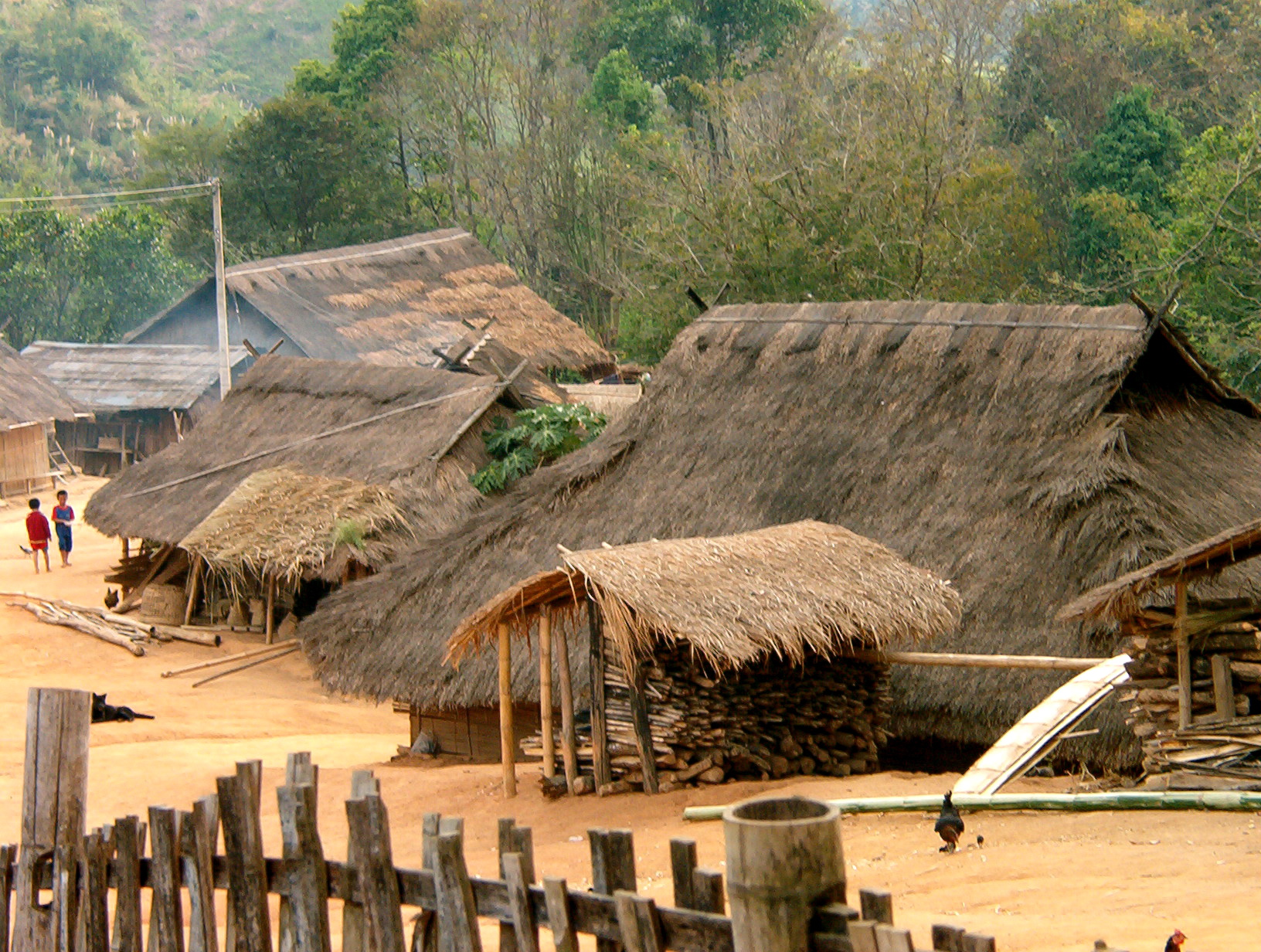
Akha-Siedlung.

Die Akha (auch Aka) sind eine ethnische Gruppe, die in den Bergländern des nördlichen Südostasien ansässig ist. Sie siedeln in der südchinesischen Provinz Yunnan, im Shan-Staat Myanmars sowie hochgelegenen Teilen von Nordthailand, Laos und Nordwest-Vietnam. Die Sprache Akha gehört zu den Lolo-Sprachen innerhalb der tibetobirmanischen Sprachfamilie und kennt nur die mündliche Überlieferung ohne schriftliche Zeugnisse. Man schätzt die Zahl der Akha auf mehr als 400.000. Sie bilden damit eine relativ große Minderheit in den Ländern, in denen sie siedeln.
In Thailand sind sie als eines der sieben größeren „Bergvölker“ anerkannt, in Laos als Lao Sung („Hochland-Lao“). In der Volksrepublik China und in Vietnam (17.500) werden sie als Teilgruppe der offiziell anerkannten Nationalität der Hani bzw. Hà Nhì betrachtet.

## Siedlungsraum
Hauptsiedlungsgebiet sind heute die Bergrücken oberhalb etwa 1.000 m in Thailand (in den Provinzen Chiang Rai, Chiang Mai, Lampang, Phrae, Tak und Kamphaeng Phet). Im Jahr 2000 lebten nach einer groben Schätzung rund 50.000 Akha in etwas mehr als 300 Dörfern. Sie stammen nach allgemeiner Auffassung aus dem tibetischen Hochland, sind von dort nach Yunnan gewandert, von wo ein Teil weiter in das nördliche Birma und Laos zog und seit Mitte des 19. Jahrhunderts auch Thailand erreichte. Selbst heute noch lässt sich eine Migration nach Thailand feststellen.

## Lebensweise

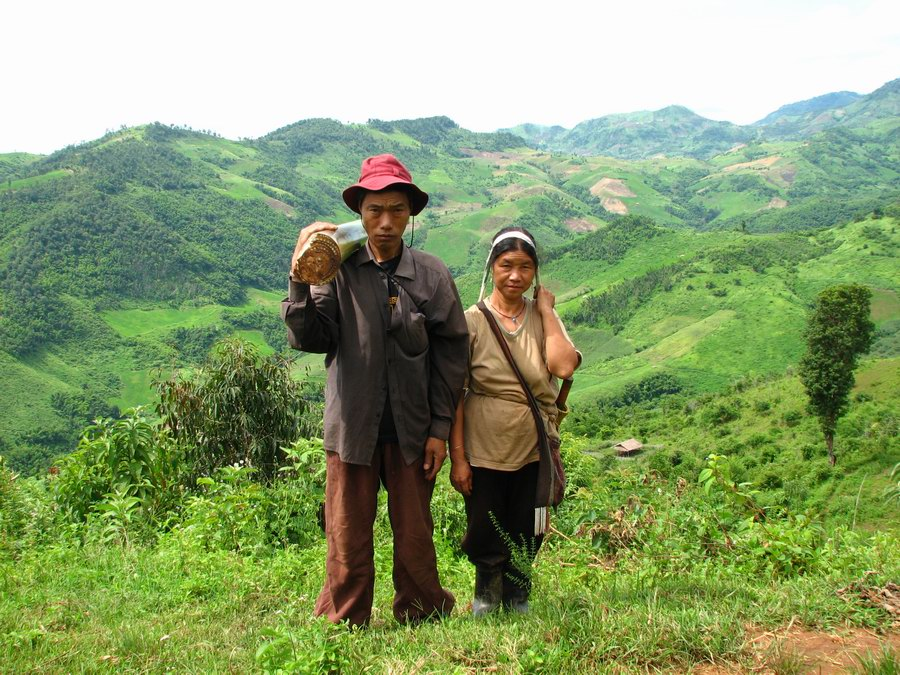
Akha-Bauern

Die Akha leben als Bauern, die eine Fruchtfolge aus Trockenreis, Weizen, Bohnen, Knoblauch und anderen Gemüsesorten betreiben sowie Schweine und Wasserbüffel halten. Diese intensive Landwirtschaft versucht die thailändische Regierung in eine eher extensive Form umzusteuern. Dazu werden Hilfsprojekte durchgeführt.
Die Akha leben traditionell in Bambushütten, die auf Holzpfählen gebaut sind. Ihre Dörfer liegen meist auf hohen Bergrücken in den Hochgebieten Nordthailands, Birmas, Laos und Südchinas. Sie sind meist umgeben von Dörfern anderer Bergvölker wie z. B. den Lahu oder den Jino. Jedes Dorf hat eine Art „Bürgermeister“, der die Interessen der Akha gegenüber den thailändischen Kommunen vertritt.
Die Akha-Gesellschaft besteht aus einem patrilinearen Verwandtschaftssystem, das bestimmt, welche Gruppe oder welcher Clan Ehefrauen bereitstellt oder annimmt. In diesem System müssen Frauen in Clans einheiraten, die für sie als „Ehefrauen annehmende“ klassifiziert sind, und Männer können nur Frauen heiraten, die für sie als „Ehefrauen gebende“ bestimmt sind. Jedes Individuum ist also beschränkt in seiner Partnerwahl, nicht nur durch das Gebot der Exogamie, sondern auch durch komplexe Regeln für das Annehmen und Geben von Ehefrauen.
Die Akha treiben für gewöhnlich regen Handel mit den umliegenden Dörfern und Städten. Sie verkaufen ihre landwirtschaftlichen Produkte auf den örtlichen Märkten und decken sich dort mit Konsumgütern oder Kleidung ein.

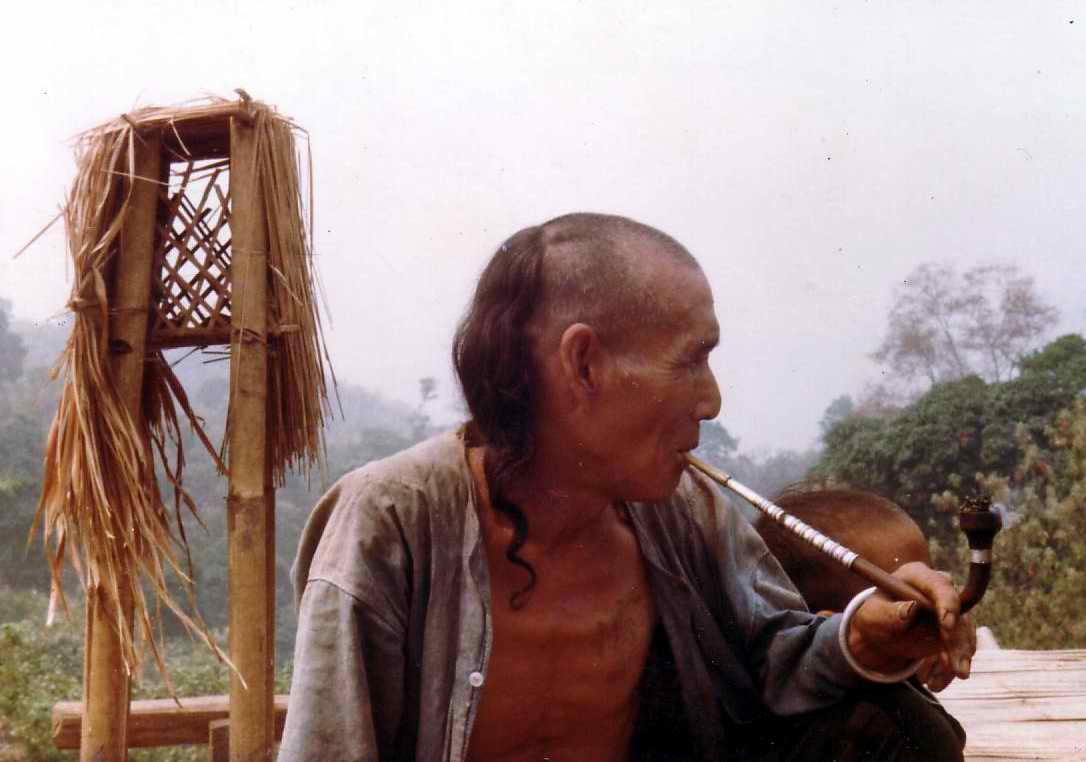
Akha-Mann mit Opiumpfeife.

In vielen der abgelegenen Dörfern wird auch heute noch Opium angebaut, das insbesondere von den älteren Männern konsumiert wird und seit Jahrhunderten aus medizinischen und religiösen Gründen in Gebrauch ist. Die thailändische Regierung versucht mit Hilfsprojekten dieses Problem einzudämmen.

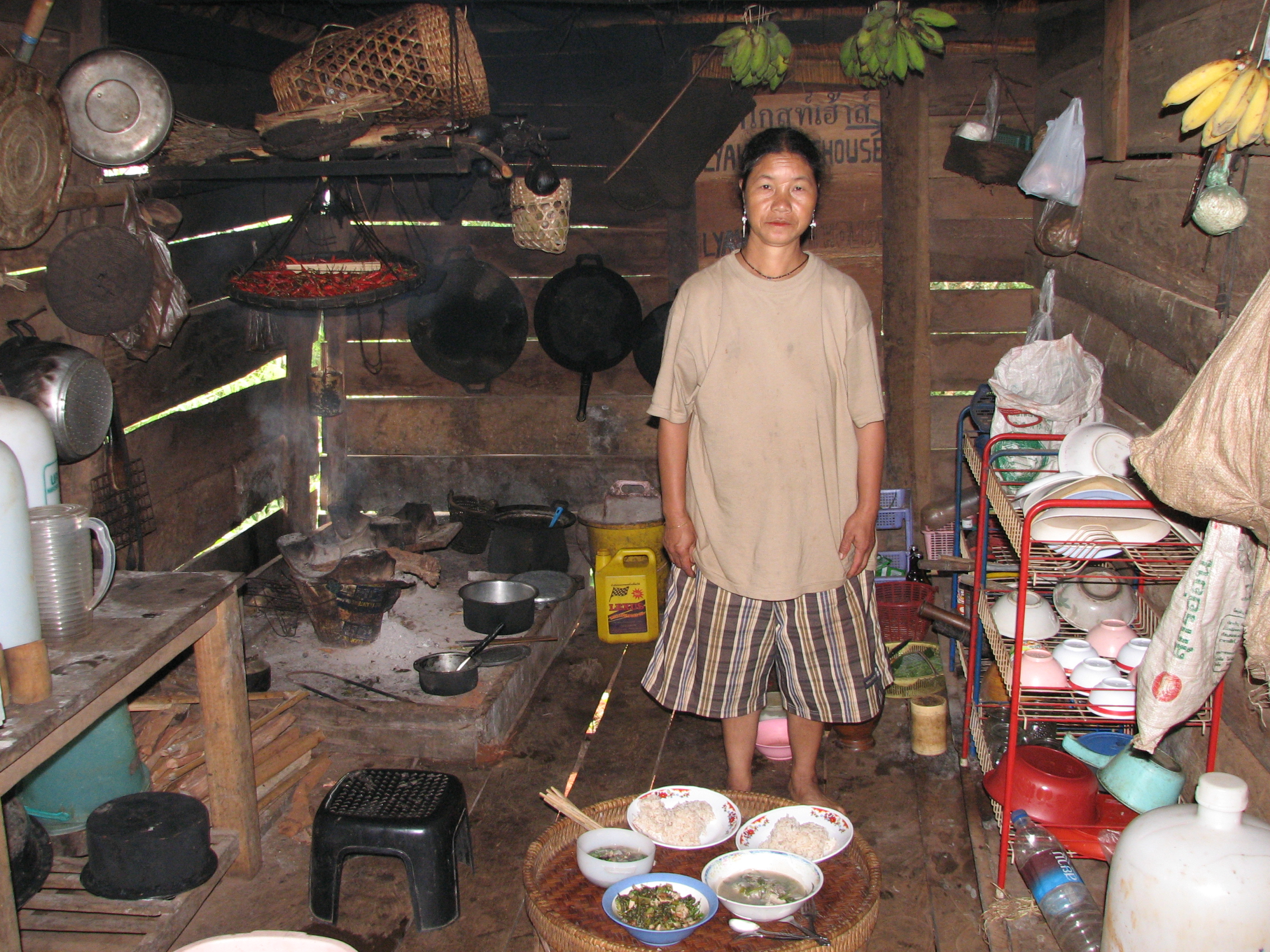
Küche mit Feuerstelle

Die Basis jeder Mahlzeit ist Reis. Dazu werden Eintöpfe, Gemüsebeilagen, Bambus und selbstgemachte Soßen aus Chili serviert. Ab und zu gibt es auch Huhn, Schwein, Fisch und auch Käfer. Dabei werden nach Möglichkeit alle Körperteile der Tiere verzehrt, samt Kopf und Knochen. Wie in Asien üblich essen sie mit den Händen oder mit Stäbchen. Suppen löffeln sie aus einer gemeinsamen Schüssel. Gegessen wird auf dem Boden auf einem Tischchen aus Bambus. Sehr gerne wird auch der selbstgebrannte Whiskey (Dschibbá) zu den Mahlzeiten getrunken. Er ist auch fester Bestandteil gesellschaftlicher Aktivitäten, Abende und Feste.

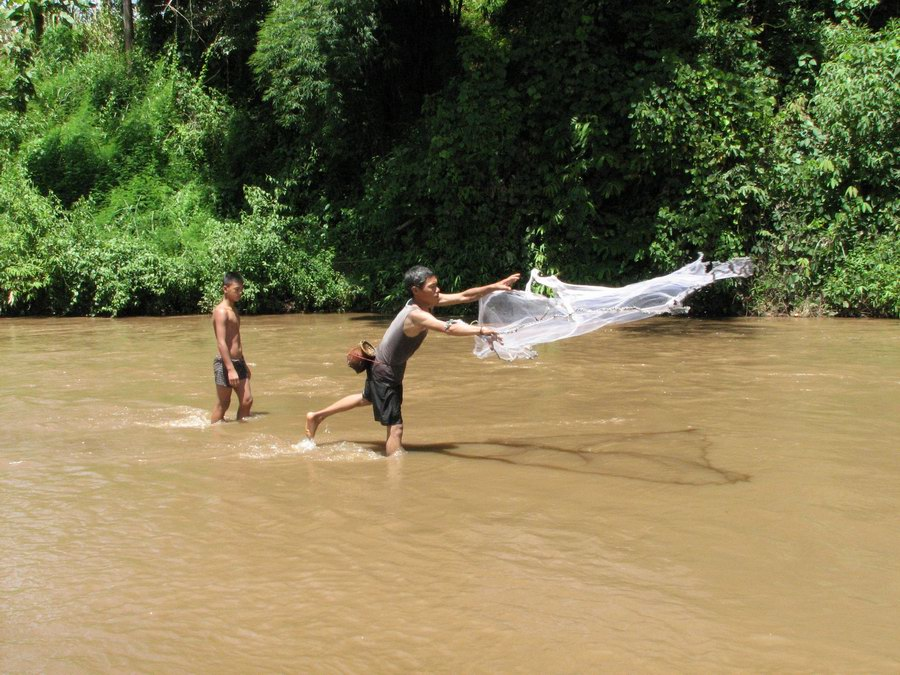
Akha-Mann beim Fischen

Handwerklich sind die Akha sehr begabt. Sie stellen viele alltägliche Gebrauchsgegenstände wie Körbe, Behälter oder Trinkbecher aus Bambus her. Der Dorfschneider näht die traditionellen Trachten und Hemden sowie Mützen, Taschen, Geldbeutel oder Armbänder. Die traditionelle Tracht der Frauen ist sehr farbig, sie tragen dazu schwarze Mützen mit Silbermünzen. Die Männer tragen schwarze Hosen mit einer kurzen Jacke, die mit wenigen Knöpfen lose zusammengehalten wird. Die Kleidung besteht aus selbstgesponnener Baumwolle. Auch ihre Macheten, Messer und Fischernetze sind häufig Eigenkreationen.
Am Eingang zahlreicher Akha-Dörfer gibt es einen prunkvollen Eingang sowie eine riesige Schaukel, die im August während des „Schaukelfestes“ benutzt wird. Die Schnitzereien der Eingänge weisen traditionelle Themen des täglichen Lebens auf, durchaus auch aus der Neuzeit, wie Autos und Flugzeuge. Diese Tore dürfen nicht berührt oder respektlos behandelt werden.
Auf Grund ihrer abgeschiedenen Lebensweise sind Akha-Dörfer besonders in Laos oft Ziel von Trekking-Touristen. Hier setzten inzwischen Projekte verschiedener internationaler Entwicklungsorganisationen (zum Beispiel der GTZ) zur Einführung von nachhaltigem Tourismus an.

## Religion

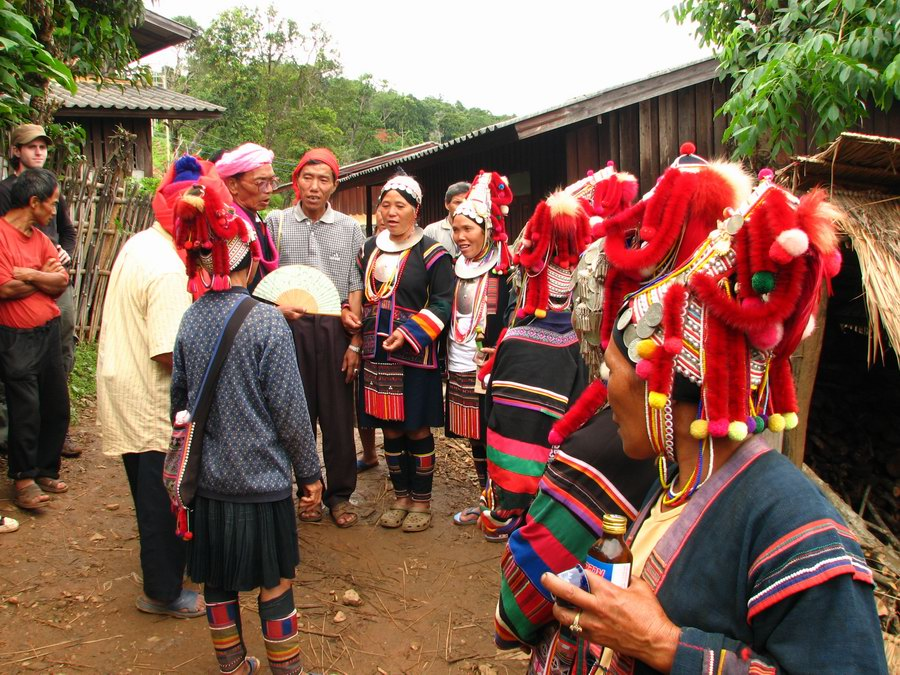
Akhas beim Singen

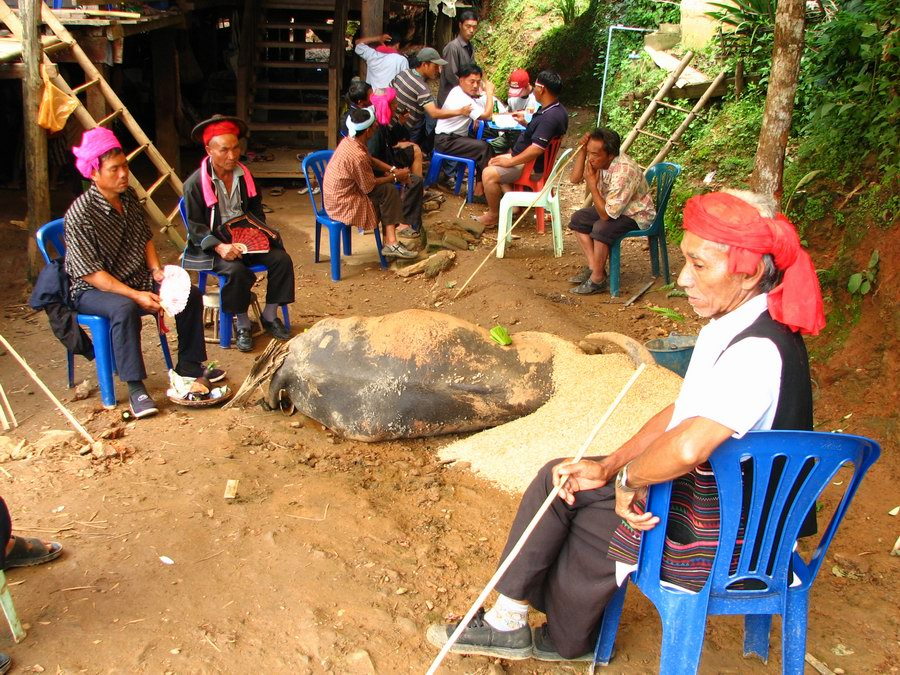
Begräbnis mit geopferter Kuh

Die Akha sind Anhänger einer animistischen Lokalreligion, die Ahnenverehrung und Geisterverehrung umfasst. Sie verstehen sich selbst als Bindeglied zwischen der vorigen und der kommenden Generation. Die Ehrung der Toten und des allmächtigen Geistes durch Opfergaben ist somit der wichtigste Bestandteil ihrer Religion.
Jedes Dorf besitzt zwei Tore, die böse Geister aus dem Dorf fernhalten sollen. Jeder Mensch muss das Dorf durch diese Tore betreten. An den Toren findet man aus Holz geschnitzte männliche und weibliche Skulpturen, deren Geschlechtsmerkmale deutlich hervorgehoben sind. Ein jährliches Ritual ist die Erneuerung der Dorftore.
Wenn ein Dorfmitglied stirbt, dann gibt es eine fünftägige Begräbniszeremonie an der sich das gesamte Dorf beteiligt, zusätzlich herrscht ein Arbeitsverbot. Der Verstorbene wird in seinem Zuhause aufgebahrt und feierlich verabschiedet. Wesentliche Bestandteile der Zeremonie sind:
– das Opfern von Tieren: Dabei wird einem Wasserbüffel ein angespitzter Holzpfahl in den Hals gerammt, um ihn zu töten. Anschließend wird er mit Macheten geschlachtet und von den Dorfbewohnern verspeist. Dazu wird viel Whiskey getrunken.
– das Singen: Dabei singen die Dorfältesten vier Tage lang rund um die Uhr das gesamte Leben des Verstorbenen von der Geburt an bis zum Tode. Sie sitzen dabei oft stundenlang vor dem festlich geschmückten Sarg und singen sich in Trance. Der Sarg wird mit Blumen, bunten Stoffen und blinkenden Lichterketten geschmückt. Einige Frauen tragen zur Zeremonie ihre traditionelle Tracht und laufen singend durch das Dorf.

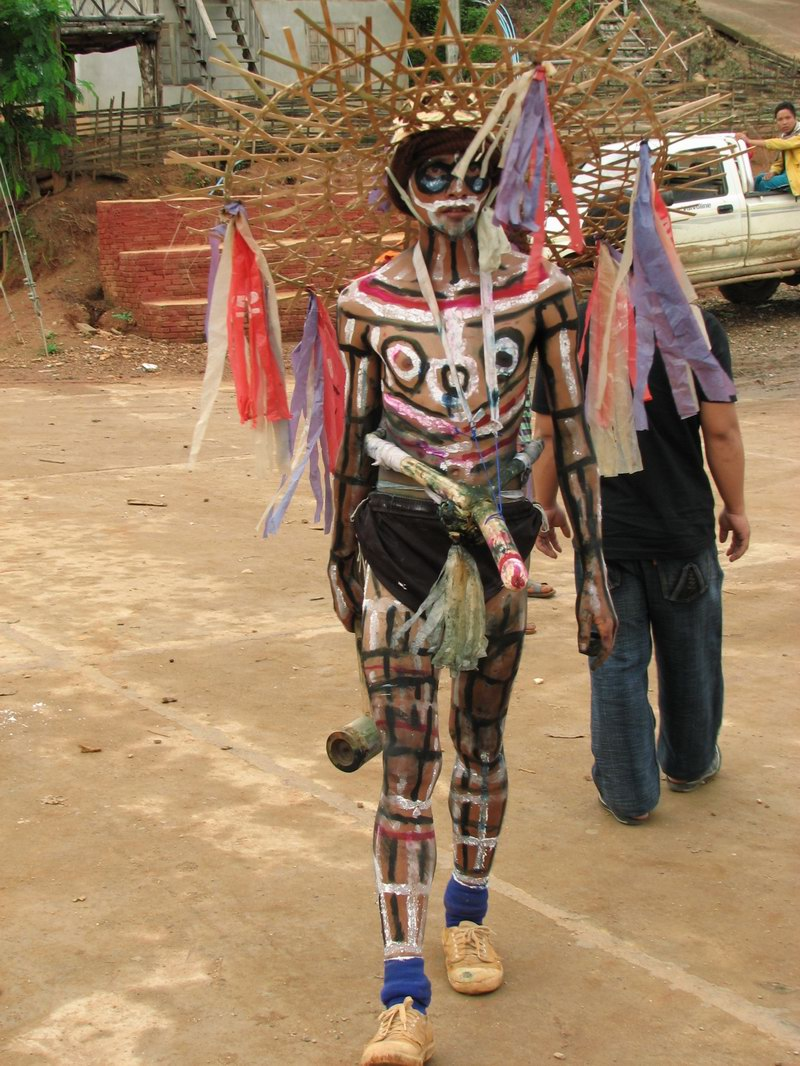
Schamane

Am Tage vor der Beerdigung muss der Geist des Verstorbenen aus dem Dorf getrieben werden. Er darf sich nicht weiter im Dorf aufhalten, da dies negative Auswirkungen auf das Leben der anderen Bewohner haben könnte. Er kann sich in jedem Haus und in jeder Person „verstecken“ und muss von einem Schamanen ausgetrieben werden. Dieser ist dazu bunt bemalt und trägt einen großen Holzhammer und einen übergroßen Holzpenis. Er läuft durch die Straßen und Häuser und treibt den Geist mit Schreien und Schlägen aus dem Dorf. Die Beerdigung findet dann am fünften Tage nach dem Tode im Kreise der Familie und außerhalb der Tore des Dorfes statt. Die Gräber befinden sich im Wald und sind nicht als solche gekennzeichnet oder geschmückt.
Infolge des sehr komplexen Glaubens der Akha war die Konvertierungsrate zum Christentum, die die seit 1869 hier praktizierenden Missionare erreichten, sehr gering. Erst 40 Jahre später konnte der erste Akha überzeugt werden, und weitere 27 Jahre später wurde die erste Baptistenkirche bei den Akha eingerichtet (1936). Dennoch treten seit den 1980er und 1990er Jahren vermehrt Akha in die christliche Kirche ein; dies jedoch weniger aufgrund des Wirkens von Missionaren, sondern aufgrund der Tatsache, dass sie aus finanziellen oder kulturellen Gründen keine Möglichkeit mehr haben, ihre traditionelle Religion auszuüben. Es waren einfach keine Familienmitglieder oder Ältere mehr da, die den überlieferten Glauben erklären konnten.
Teilweise sind bereits über 60 % der Bewohner konvertiert. Die thailändische Regierung hat flächendeckend Grundschulen in den Akhadörfern gebaut, in denen der gesamte Unterricht auf Thai abgehalten wird. Da der Buddhismus in Thailand Staatsreligion ist, müssen die Schulkinder während ihrer Schulzeit auch die Tempel besuchen und buddhistische Riten praktizieren.

## Probleme des Volkes

### Kulturverlust
Ein Problem der Dörfer ist die Abwanderung vieler junger Akha. Sie kehren ihren Heimatdörfern den Rücken und ziehen in die Städte. Zurück bleiben oft nur die Alten und die Kinder.
Es gibt vielerorts bereits asphaltierte Straßen, die die Bergdörfer mit den thailändischen Ortschaften verbinden. Einige Dorfbewohner besitzen Motorroller, teilweise auch Autos. Viele Dörfer verfügen auch über eine ausreichende Stromversorgung, Satelliten- und Handyempfang. Viele Akha besitzen bereits moderne elektronische Geräte wie Kühlschränke, Fernseher, DVD-Player und Handys.
Aufgrund der Abwanderung aus den Dörfern und der Tatsache, dass es keine geschriebenen Dokumente in der Sprache der Akha gibt, ist damit zu rechnen, dass die Sprache und Religion eines Tages gänzlich verschwunden sein wird.

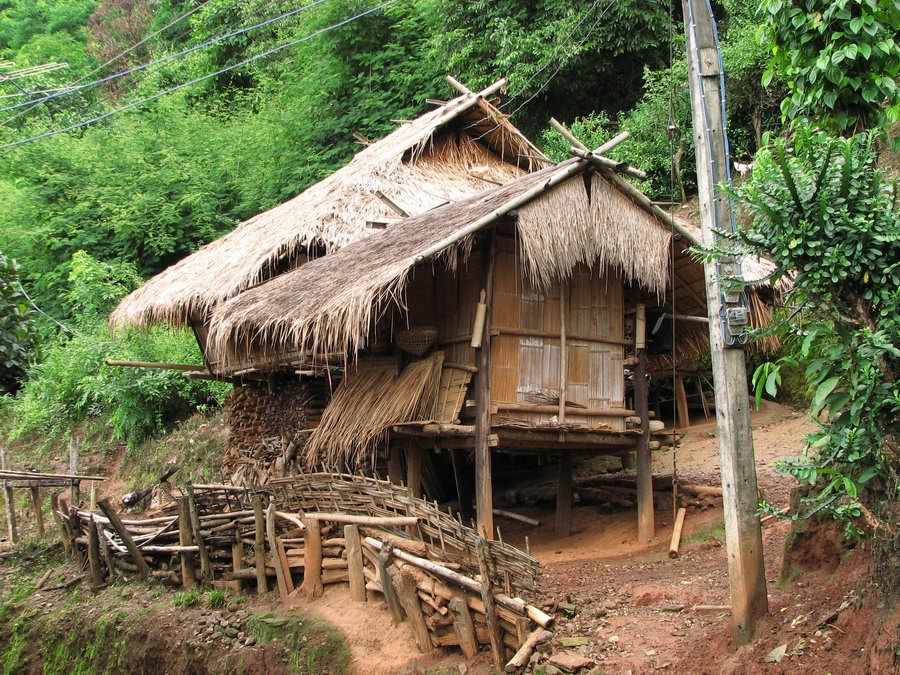
Bambushütte

### Unterdrückung
Viele Akha in Thailand und Birma besitzen auch heute noch keine Staatsangehörigkeit. Unbestätigten Berichten zufolge kam es in letzter Zeit immer wieder zu Übergriffen der örtlichen Polizei und des Militärs. Dabei sollen Akhafrauen vergewaltigt und ermordet worden sein. Unabhängige Bestätigungen für diese Berichte gibt es bisher nicht.

### Alkohol und andere Drogen
Neben Alkoholismus bedroht Opiumabhängigkeit den Stamm. Opium wird heute großflächig von den Bauern angepflanzt. Doch diese Droge war nicht immer ein Bestandteil ihrer Kultur gewesen: Sie wurde erst durch die Kolonialmächte eingeführt, und die Akha haben diese für sich entdeckt. Es gibt zahlreiche Projekte von Außenstehenden, die versuchen, die Akha von dieser Droge abzubringen, doch dies gestaltet sich sehr schwierig, denn das Volk hat sich den Genuss dieser Droge über Generationen angewöhnt.

### Tourismus
Ein weiteres zentrales Problem ist erst in den letzten Jahrzehnten entstanden: Der Tourismus wurde und wird immer noch stärker in den Gebieten der Akha gefördert. Die Touristen sind ein äußerst störender Faktor im Leben der Akha. Viele Akha spezialisieren sich heutzutage auf das Geschäft mit den Touristen. Sie ziehen in traditioneller Tracht durch die Städte und verkaufen vorwiegend im Norden Thailands Handgemachtes und Schmuck.
Es gibt Pläne für die Organisation für nachhaltigen Tourismus in diesem Gebiet, die dem Volk wieder Zeit lassen würden, sich auf ihr Leben zu konzentrieren.

## Alternativnamen
Die Akha werden auch bezeichnet als
- Aka
- Ahka
- Aini
- Ak'a
- Ikaw
- Akka
- Edaw
- Ekaw
- Hani
- Houni
- Ikho
- Kaw
- Kha Kho
- Kha Ko
- Kho
- Ko
- Woni